# Franklin Brockson

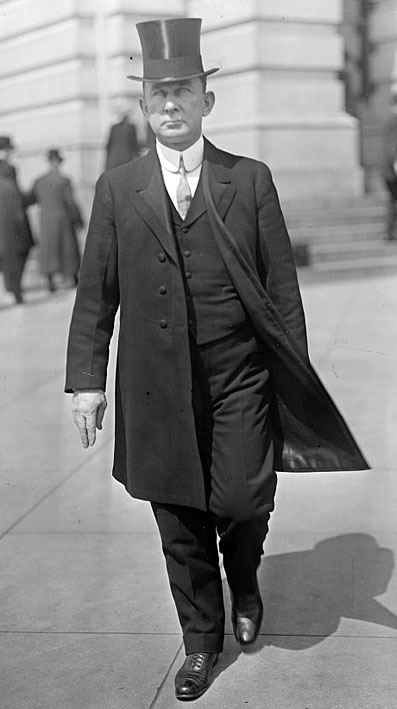
Franklin Brockson (1913)

Franklin Brockson (* 6. August 1865 in Blackbird, New Castle County, Delaware; † 16. März 1942 in Clayton, Delaware) war ein US-amerikanischer Politiker. Zwischen 1913 und 1915 vertrat er den Bundesstaat Delaware im US-Repräsentantenhaus.

## Werdegang
Franklin Brockson besuchte die öffentlichen Schulen seiner Heimat und danach bis 1890 die Wilmington Conference Academy in Dover. Danach war er im Handel tätig und arbeitete zeitweise als Lehrer in Port Penn und Marshallton. Nach einem Jurastudium an der Washington and Lee University in Lexington (Virginia) und seiner im Jahr 1896 erfolgten Zulassung als Rechtsanwalt begann er in Wilmington in seinem neuen Beruf zu arbeiten.
Brockson gehörte der Demokratischen Partei an. Zwischen 1908 und 1910 war er Abgeordneter im Repräsentantenhaus von Delaware. 1912 wurde er in das US-Repräsentantenhaus gewählt. Dabei profitierte er von einer Spaltung der oppositionellen Republikanischen Partei. Am 4. März 1913 übernahm er das bis dahin von William H. Heald ausgeübte Mandat im Kongress. Da er aber 1914 nicht bestätigt wurde, konnte er bis zum 3. März 1915 dort nur eine Legislaturperiode absolvieren. Nach dem Ende seiner Zeit im Kongress arbeitete Brockson wieder als Rechtsanwalt in Wilmington. Er starb im Jahr 1942 in Clayton und wurde in Smyrna beigesetzt.